# Elatostema manhaoense
Elatostema manhaoense es una especie de planta del género Elatostema, perteneciente a la familia Urticaceae.

## Taxonomía
Elatostema manhaoense fue descrita por Wen Tsai Wang en 1996.

## Distribución
Se encuentra en el territorio centro-sur de China.